# Бодров Денис Олександрович
Денис Олександрович Бодров (рос. Денис Александрович Бодров; 22 серпня 1986, м. Тольятті, СРСР) — російський хокеїст, захисник.
Вихованець хокейної школи «Лада» (Тольятті). Виступав за «Лада-2» (Тольятті), ЦСК ВВС (Самара), «Лада» (Тольятті), «Атлант» (Митищі), «Адірондак Фантомс» (АХЛ). 
У складі молодіжної збірної Росії учасник чемпіонату світу 2006.
Брат: Євген Бодров.
Досягнення
- Володар Континентального кубка (2006)
- Срібний призер молодіжного чемпіонату світу (2006).